# Begijnhof Diksmuide

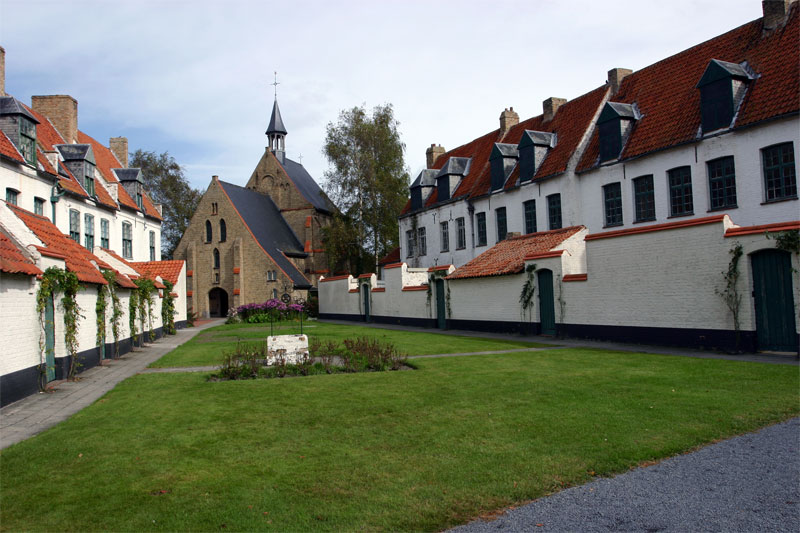
Begijnhof Diksmuide

Het pittoreske Begijnhof van Diksmuide bestaat sinds de 13e eeuw en is een van de drie begijnhoven in West-Vlaanderen naast Brugge en Kortrijk. Bij de aanleg van de versterkingen rond Diksmuide kwam het binnen de omwalling te liggen. De nabije Handzamevaart stelde de begijntjes in staat de kost te verdienen met het wassen, bleken en bewerken van wol, laken en linnen. Ook zieken verzorgen en kantklossen behoorden tot hun activiteiten. Onder het Franse bewind werd een deel ingericht tot gendarmekazerne. In 1914 ging ook het Begijnhof ten onder aan het oorlogsgeweld en verdwenen de oorspronkelijke bewoners voorgoed uit het stadsbeeld. Toch werd de site heropgebouwd in de oorspronkelijke stijl; tussen 1923 en 1933 werkten de architecten Richard Acke, Lucien Coppé, Joseph Viérin en Luc Viérin aan de wederopbouw.
Het begijnhof kreeg een sociale rol, eerst als rusthuis en sinds 1990 wonen er volwassen personen met een verstandelijke handicap.

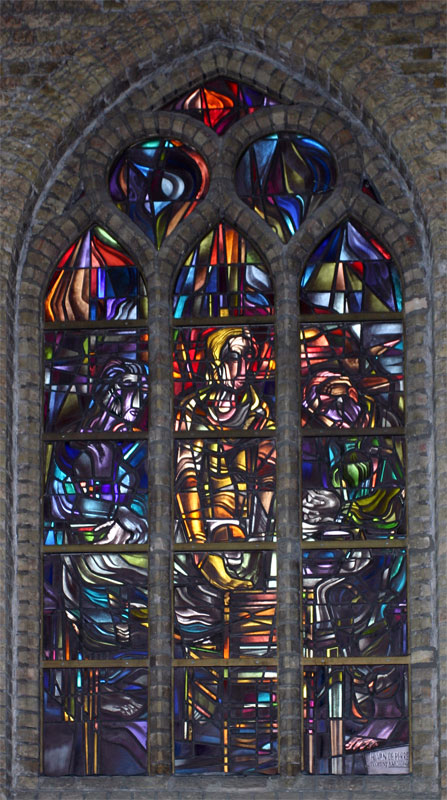
Glasraam kapel

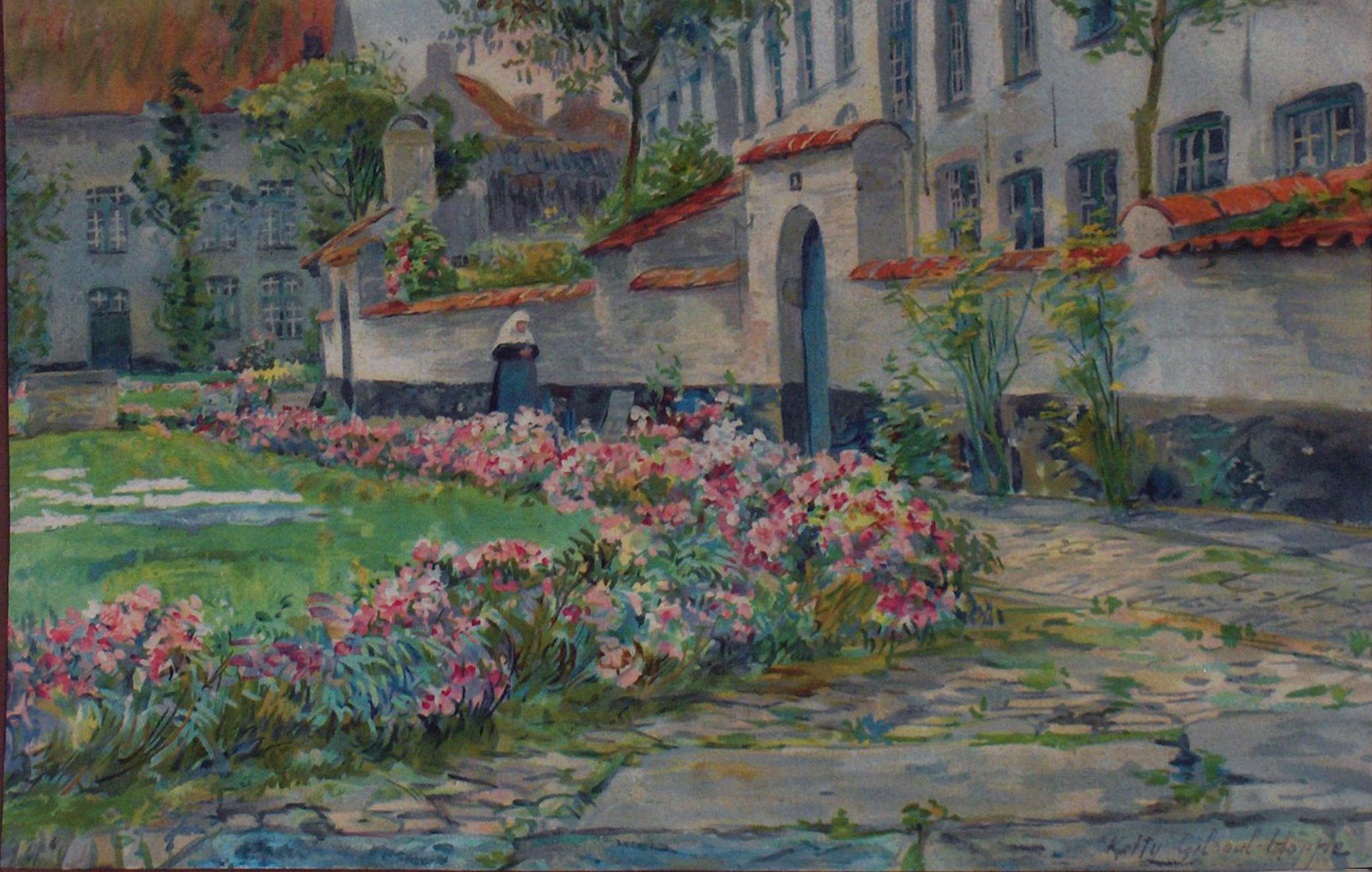
Het begijnhof door Ketty Gilsoul-Hoppe

De binnenkoer geeft ook toegang tot de heropgerichte kapel met een glasraam uitgevoerd in het atelier van A. Mestdagh te Gent, in samenwerking met de ontwerper Harold Van de Perre. Het geheel bestaat uit antiek glas, stuk voor stuk bewerkt met bijschildering om dan gebakken te worden.
De ontwerper zelf zegt: Dit glasraam (zoals ieder glasraam) leeft van het licht. Dit betekent dat het niet iedere dag, niet ieder ogenblik van de dag, even mooi en genietbaar is. Er bestaan hieromtrent heel wat verkeerde opvattingen. Zo bijvoorbeeld dat een glasraam het mooist is met volle zon erachter. Niets van. Glasschilderkunst vinden we niet in het zonnige zuiden maar bijna uitsluitend in het bewolkte grijze noorden. Een eerder grijze regenachtige dag is de beste dag voor een glasraam. Het licht is dan immers van een zekere wazigheid en gelijke ingetoomde intensiteit.